# Anakalamadagu, Chintamani
Anakalamadagu là một làng thuộc tehsil Chintamani, huyện Kolar, bang Karnataka, Ấn Độ.